# Termas de San Nicanor
Las termas de San Nicanor constituyen una estación termal ubicada al norte del Departamento de Paysandú, Uruguay.

## Acceso
Se accede por ruta 3 y se recorren 13 km por el Camino Tierras Coloradas antes de cruzar el límite con el departamento de Salto.
A 2 km del empalme con ruta 3, se pasa por la Gruta del Padre Pío, importante lugar de peregrinación.
Para llegar a San Nicanor desde Montevideo se debe transitar por la ruta 1 y tomar la ruta 3 al llegar al empalme existente en el km 67.
Quienes llegan desde Argentina a través del Puente General Artigas ingresan a la ciudad de Paysandú, desde donde se toma la ruta 3. Viniendo desde el norte, se puede cruzar el puente Internacional de Salto Grande, ingresar a la ciudad de Salto (Uruguay) y salir a ruta 3.
Desde Brasil, se puede ingresar al departamento de Rivera (Uruguay) desde ruta 158 (Brasil), continuar por rutas uruguayas 5 y 26 hasta la ruta 3. O se puede ingresar a Artigas (Uruguay)  transitando desde ruta 472 (Brasil) y tomar ruta 3 hacia el sur.

## Propiedades de las aguas termales
Las aguas termales son extraídas de 1104 m de profundidad, tienen aspecto cristalino, propiedades terapéuticas y una temperatura de 40º. Son de agua dulce, proveniente del acuífero Guaraní, al igual que las demás fuentes termales de la zona noroeste de Uruguay.

## El Complejo
Las termas son propiedad privada y están ubicadas en la Estancia Termal San Nicanor: En el casco de la estancia se encuentra el área administrativa, alojamiento y piscina. Otras dos piletas se encuentran en la zona de camping y de visita durante el día, los fines de semana.
El entorno, totalmente natural, es una reserva ecológica.
Son 860 hectáreas de campo natural y bosques más cuatro lagos artificiales.